# Usability-Labor

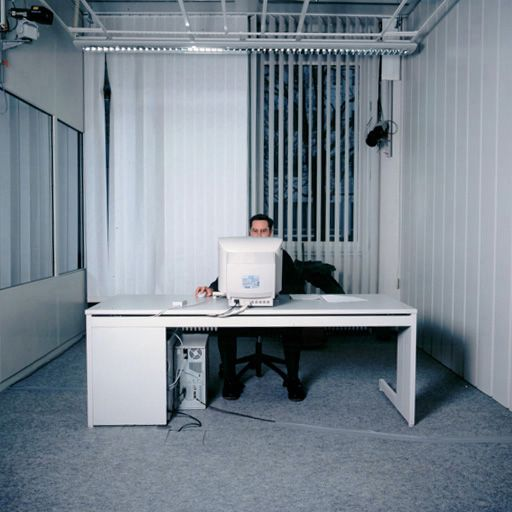
Usability-Labor bei Siemens in München-Neuperlach (2000)

Ein Usability-Labor ist eine Einrichtung, die über die Ausstattung zur Durchführung von Usability-Tests verfügt. In solchen Laboren wird die Usability (engl. für Gebrauchstauglichkeit) von Produkten überprüft, indem man Testpersonen Produkte gibt und sie Aufgaben mit den Produkten lösen lässt. Die getesteten Produkte können zum Beispiel alltägliche Gebrauchsgegenstände oder Medienangebote sein. Statt anhand des fertigen Produktes werden solche Tests häufig mit einem Prototyp durchgeführt, um die gewonnenen Erfahrungen noch in die weitere Entwicklung einfließen lassen zu können.

## Aufbau
Usability-Labore bestehen meist aus mindestens einem Testraum, in dem sich die Testperson befindet, und einem Beobachtungsraum, in dem das Geschehen mitverfolgt wird.
Zwischen Beobachtungs- und Testraum sind oft Einwegspiegel angebracht, die es dem Beobachter ermöglichen, vom Beobachtungsraum aus unbemerkt einen Test zu verfolgen, ohne die Testperson abzulenken. Alternativ dazu kann der Testraum über Kameras erfasst und das Geschehen in den Beobachtungsraum übertragen werden. Dazu werden verschiedene Kameras, Mikrofone und Aufzeichnungsgeräte benötigt, um beispielsweise die Blickbewegung der Testperson zu erfassen.
Usability-Labore unterscheiden sich nach ihrem Anwendungsrahmen und dem Nutzungskontext. So existieren spezielle Labore, die eine Büroumgebung, ein Wohnzimmer, ein Fahrzeug oder einen Operationssaal simulieren.
 Siehe auch: Der Experimental-OP am Universitätsklinikum Tübingen – ein spezielles Usability-Labor für Medizintechnik

## Artefakte von Labortests
Bei der Auswertung von Labortests ist zu beachten, dass verschiedene Faktoren das Ergebnis gegenüber dem untersuchten realen Einsatz verändernd beeinflussen. Typische Beispiele sind:
- Nutzer werden in Labortests nicht von Telefonanrufen, Familie und Kollegen unterbrochen.
- Den Nutzern stehen optimale PCs, aktuelle Installationen und genormte Büroeinrichtungen zur Verfügung.
- Nutzer unterscheiden sich bereits mit ihrer Bereitschaft, für einen solchen Test Freizeit zu opfern, deutlich von der Masse.

und andere sogenannte Artefakte dieser Untersuchungsmethode (nach Jakob Nielsen).
Um dies zu vermeiden, wird insbesondere bei eng gefassten Nutzergruppen oder besonderen Nutzungskontexten (z. B. industrielle Fertigungsanlagen) auf „On-Site-Visits“ bzw. Vor-Ort-Tests zurückgegriffen.

## Vorteile
Labortests sind insbesondere bei sehr großen Stichproben, bei Bedarf an exakter Videoaufzeichnung oder der Erhebung quantitativer Daten auch weiterhin gebräuchlich. Durch die genaue Beobachtung und häufige Begleitung des Usability-Tests durch ein Interview ist es möglich, Usability-Probleme des zu testenden Produktes genau zu protokollieren und auf der Suche nach Lösungen zu hinterfragen.
Im Labor können Aufzeichnungssoftware und -hardware installiert sein (siehe Aufbau), die man vor Ort in der Regel nicht aufbauen kann.

## Nachteile
Ein Usability-Labor mit dem benötigten Aufzeichnungs- und Beobachtungsequipment auszustatten, kann je nach Umfang und Methodik Investitionen erfordern.
Während der Testsituation im Usability-Labor fühlt sich die Testperson durch die technische und ungewohnte Einrichtung oft beobachtet. Nicht zuletzt verstärken Einwegspiegel und Kameras häufig das Gefühl der Testpersonen, als ob ihre persönliche Kompetenz und nicht die Gebrauchstauglichkeit des zu testenden Produktes beobachtet würde.
Auch aufgrund des Hawthorne-Effektes kann die Leistung der Testpersonen aufgrund der Beobachtung im Gegensatz zur sonstigen Performanz verzerrt werden. 
Im Gegensatz zur Feldstudie ist die Nutzungssituation künstlich.

## Vorkommen
Usability-Labore werden in großen Unternehmen ohne Usability-Engineering-Schwerpunkt nur selten gebraucht – diese Firmen geben Usability-Tests daher an externe Agenturen weiter. Agenturen haben je nach Größe und Ausrichtung des Öfteren ein Inhouse-Usability-Labor vorzuweisen.
Auch an Hochschulen/Universitäten gibt es inzwischen bei entsprechender Studienrichtung Usability-Labore.